# Hugo Descat
Hugo Georges Christian Descat (ur. 16 sierpnia 1992 w Paryżu) – francuski piłkarz ręczny. W sezonie 2023/24 jest zawodnikiem węgierskiego klubu Veszprém KSE. Reprezentant Francji. Zazwyczaj gra na pozycji lewoskrzydłowego.

## Sukcesy
Igrzyska olimpijskie:
- Tokio 2020
- Mistrzostwa Świata U-21 w Piłce Ręcznej Mężczyzn 2013[5]

- Najlepszy lewoskrzydłowy Mistrzostw Świata U-19 w Piłce Ręcznej Mężczyzn 2011[6]
- Mistrzostwa Europy w Piłce Ręcznej Mężczyzn 2024

## Odznaczenia
- Chevalier Orderu Legii Honorowej – 2021[7]